# Мигашкин, Пётр Семёнович
Пётр Семёнович Мигашкин (29 июля 1941, Златоуст — 4 июля 2004, Златоуст) — мэр Златоуста (2000—2004). Заслуженный работник транспорта РФ. Почетный гражданин Златоуста.

## Биография
Родился 29 июля 1941 года в городе Златоуст. Окончил школу № 21, учился в Челябинском автодорожном техникуме, затем — на автотракторном факультете Челябинского политехнического института. Вся его жизнь связана с родным городом.
В 1957—1966 годах работал слесарем-сборщиком на заводе им. В. И. Ленина в Златоусте, затем три года был шофером на АТП. До 1977 года был мастером производственного обучения в ПТУ № 57. В 1977 году стал главным инженером завода железобетонных изделий и проработал в этой должности следующие четыре года. В 1981—1985 годах — директор Златоустовского филиала областного учебно-курсового комбината объединения «Челябавтотранс».
С 1985 года и до начала 2000-х работал директором Златоустовского автотранспортного предприятия. Система, разработанная в его [диссертации «форма аренды автобусов на городских маршрутах», внедрена в практической работе автобусных сообщений Златоуста. За эти годы обновлена производственная база: сооружены автостоянки, АЗС, ремонтные мастерские, газовая котельная; развита социальная сфера: построено 10 жилых домов, лечебно-оздоровительный комплекс.
С 2000 по 2004 был мэром Златоуста. Под его началом взамен старому мосту над плотиной городского пруда, соединявшему центр города и район железнодорожного вокзала, был сооружен новый мост. В годы руководства городом Петра Семёновича производился ремонт автомобильных дорог и трамвайных путей, озеленение города.
Жена — Дина Илларионовна Широкова (работала секретарем Златоустовского горкома КПСС, редактором газеты «Вестник Златоуста», директором Златоустовского телевидения).
Умер в Златоусте 4 июля 2004 года. Звание Почётного гражданина в порядке исключения присвоено посмертно.
После смерти Петра Семеновича, в 2004 году, мэром Златоуста избрался его сын Дмитрий.